# 波吉斯瓦夫二世
波吉斯瓦夫二世（Bogusław II，—1220年）是波美拉尼亞公爵，波吉斯瓦夫一世的長子，1187年至1220年在位。

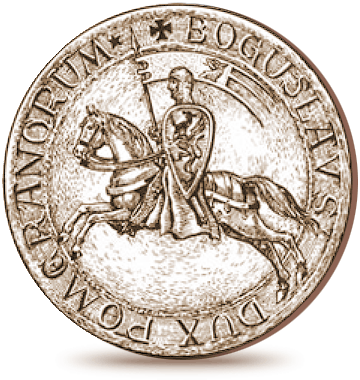
波吉斯瓦夫二世的印璽

波吉斯瓦夫二世娶東波美拉尼亞公爵梅斯特溫一世的女兒Miroslava，有兩個兒子，巴爾寧一世以及波吉斯瓦夫三世。
1. ↑  Martin Wehrmann: Geschichte von Pommern. Bd. 1, Weltbild Verlag 1992, Reprint der Ausgaben von 1919 und 1921, ISBN 3-89350-112-6, S. 84–86.